# Voie dopaminergique

Les principales voies dopaminergiques du cerveau humain.

Les voies dopaminergiques, parfois appelées projections dopaminergiques, sont l'ensemble de fibres de projection dans le cerveau qui synthétisent et libèrent le neurotransmetteur dopamine,. Les neurones individuels dans ces voies sont appelés neurones dopaminergiques. Les neurones dopaminergiques ont des axones qui parcourent toute la longueur de la voie. 
Le soma (ou corps somatique) des neurones produit les enzymes nécessaires à la synthèse de la dopamine. Ces enzymes seront ensuite transportés via les axones à leurs destinations synaptiques, où la majeure partie de la dopamine est produite. Les corps cellulaires des neurones dopaminergiques dans des aires telles que la pars compacta au niveau de la substance noire sont généralement pigmentés en raison de la présence de pigment noir mélanine. Les voies dopaminergiques sont impliquées dans de nombreuses fonctions telles que la fonction exécutive, l'apprentissage, la récompense, la motivation et le contrôle neuro-endocrinien. Le dysfonctionnement de ces voies et noyaux peut être impliqué dans plusieurs pathologies et troubles tels que la maladie de Parkinson le trouble d'hyperactivité avec déficit de l'attention, addiction et le syndrome des jambes sans repos (SLS).

## Les voies
Il existe plusieurs voies dopaminergiques dans le cerveau humain. Les quatre voies principales sont détaillées dans le tableau suivant.
| Nom de la voie                | Nom de la voie                | La description | Processus associés | Troubles associés                            |
| ----------------------------- | ----------------------------- | --- | --- | -------------------------------------------- |
| Voie mésocorticolimbique      | Voie mésolimbique             | La voie mésolimbique transmet la dopamine de l'aire tegmentale ventrale (ATV) située au niveau du mésencéphale, vers le striatum ventral, qui comprend à la fois le noyau accumbens et le tubercule olfactif,. Le préfixe méso dans le mot mésolimbique fait référence au cerveau moyen, puisque méso signifie moyen en grec. | - cognition liée à la récompense - saillance incitative (vouloir) - Sensation de plaisir en réponse à certains stimuli. - renforcement positif - cognition liée à l'aversion | - TDAH - dépendance - schizophrénie          |
| Voie mésocorticolimbique      | Voie mésocorticale            | La voie mésocorticale transmet la dopamine de la ATV au cortex préfrontal. Le préfixe méso dans mésocortical fait référence à la ATV, située dans le mésencéphale, tandis que cortical est relatif au cortex. | - fonctions exécutives | - TDAH - dépendance - schizophrénie          |
| Voie nigrostriatale           | Voie nigrostriatale           | La voie nigrostriatale transmet la dopamine de la substance noire (pars compacta (SNc)) au noyau caudé et au putamen. La substance noire est située dans le cerveau moyen, tandis que le noyau caudé et le putamen sont situés dans le striatum dorsal. | - la fonction motrice - cognition liée à la récompense - apprentissage associatif                                                                                            | - dépendance - chorée - maladie de Parkinson |
| Voie tuberculinfundibulaire   | Voie tuberculinfundibulaire   | La voie tuberonfundibulaire transmet la dopamine du noyau arqué (noyau infundibulaire) de l'hypothalamus à l'hypophyse par la libération de dopamine dans l'éminence médiane et sa circulation ultérieure par le système porte hypothalamo-hypophysaire. Cette voie influence la sécrétion de certaines hormones par l'hypophyse, notamment la prolactine. le mot Infundibulaire dans le mot tuberoinfundibulaire est relatif à la cupule ou infundibulum, à partir duquel l'hypophyse se développe. | - l'activité de cette voie inhibe la libération de prolactine. | - hyperprolactinémie                         |
| Projection hypothalamospinale | Projection hypothalamospinale | Cette voie influence les réseaux locomoteurs dans le tronc cérébral et la moelle épinière | - la fonction motrice. | - syndrome des jambes sans repos             |

Voies principales,, (comme ci-dessus) 
Mésocorticolimbique 
- VTA → cortex préfrontal
- VTA → striatum ventral (noyau accumbens et tubercule olfactif)

Nigrostriatal 
- SNc → Striatum dorsal (noyau caudé et putamen)

Tubero-infundibular 
- Hypothalamus tuberculeux (noyau infundibulaire) → Éminence médiane (la dopamine libérée au niveau de l'éminence médiane atteint l'hypophyse via le système porte hypophysaire)

Autres voies
- VTA → Amygdale[9]
- VTA → Hippocampe[9]
- VTA → Gyrus cingulaire[9]
- VTA → Bulbe olfactif[9]
- SNc → Noyau sous-thalamique[11]

Les voies mésocorticale et mésolimbique sont également reconnues sous le nom de projection, système ou voie mésocorticolimbique,.

## Fonction
La voie dopaminergique qui part de la pars compacta et aire tegmentale ventrale vers le striatum (i.e., la voie nigrostriatale et mesolimbique, respectivement) constitue une partie d'une séquence de voies appelées la boucle cortico-basal ganglia-thalamo-corticale,. La composante nigrostriatale de la boucle est formée de la pars compacta, donnant deux voies inhibitrice et excitatrice qui part du striatum vers le globus pallidus, avant de passer vers le thalamus, ou vers le noyau sous-thalamique avant de passer vers le thalamus. Les neurones dopaminergique dans ce circuit augmente l'amplitude de la décharge phasique en réponse à une erreur de récompense positive, c'est-à-dire quand la récompense dépasse celle attendue. L'inverse ne survient pas en cas de prédiction négative de la récompense, laissant supposer que ce sont les neurones sérotoninergique qui sont responsables de l'encodage de la perte de récompense. L'activité phasique de la dopamine augmente également durant des signaux d'événements négatifs, cependant la simulation des neurones dopaminergiques intervient également dans le choix de préférences de place, indiquant son rôle dans l'évaluation des stimuli positifs.
Deux hypothèses peuvent être proposées devant ces découvertes, concernant le rôle des noyaux gris centraux et le circuit nigrostriatal de la dopamine. Un premier modèle suggérant le rôle de « critique » qui encode une valeur, et d'acteur qui encode les réponses aux stimuli en se basant sur une valeur perçue. cependant, le deuxième modèle propose que les actions ne proviennent pas des noyaux gris centraux, mais plutôt du cortex et subissent une sélection au niveau de ces noyaux. Ce modèle propose que la voie directe contrôle les comportements adaptés, tandis que la voie indirecte inhibe ceux qui sont inappropriés pour la situation. Ce modèle propose que la phase tonique de décharge dopaminergique augmente durant l'activité de la voie directe, causant une tendance à l'exécution rapide des actions.
Ces modèles des noyaux gris centraux serait impliqués dans l'étude du TDAH, du syndrome de Tourette, de la maladie de Parkinson, de la schizophrénie, du TOC,, et de la toxicomanie. Par exemple, la maladie de Parkinson serait secondaire à une activité excessive de la voie inhibitrice, ce qui explique les mouvements lents et les déficits cognitifs, tandis que le syndrome de Tourette serait le résultat d'une activité excitatrice excessive ayant pour résultat les tics caractéristiques cette maladie.
Les voies mésocorticolimbiques seraient impliquées dans les processus d'apprentissage. Différents modèles ont été proposés, mais le modèle dominant est celui du temporal difference learning, dans lequel une prévision est faite avant une récompense, puis un ajustement est effectué en se basant sur un facteur d'apprentissage et d'un rendement de la récompense par rapport à une attente menant à une courbe d'apprentissage.
La voie mésocorticale est principalement impliquée dans la régulation des fonctions exécutives (attention, mémoire de travail, contrôle inhibiteur, planification, etc.), elle est donc particulièrement pertinente pour le TDAH,.
La voie mésolimbique régule la motivation, l'apprentissage par renforcement et la peur, entre autres processus cognitifs,,. Elle est impliquée également dans la motivation. L'épuisement de la dopamine au niveau de cette voie ou la présence de lésions sur son site d'origine diminuent les limites de la volonté d'un animal à obtenir une récompense (par exemple, le nombre de pressions du levier pour obtenir la nicotine ou le temps qu'il passe à chercher de la nourriture). L'effet inverse peut être observé à la suite de l'administration des médicaments dopaminergiques, en plus de l'augmentation du taux de déclenchement des neurones dans la voie mésolimbique pendant l'anticipation de la récompense. On pensait autrefois que la libération mésolimbique de la dopamine était le principal médiateur du plaisir, mais actuellement elle ne semble avoir qu'un rôle mineur dans la perception du plaisir,. On suppose actuellement l'existence de deux états de l'activité du cortex préfrontal entrainé par l'activité des voies D1 et D2 ; un état mené par D1 dans lequel se trouve une barrière permettant un niveau élevé de concentration, et un mené par D2 permettant le changement de tâches avec une faible barrière permettant davantage l'entrée d'informations,.
Une étude de 2024 montre que les neurones de projection striatale (SPN) coexprimant les récepteurs dopaminergiques D1 et D2 modulent la fonction motrice des SPN D1 (activateurs) et D2 (inhibiteurs),.

## Régulation
L'aire tegmentale ventrale et la substance noire reçoivent des apports d'autres systèmes de neurotransmetteurs, incluant les entrées glutaminergiques, les entrées GABAergiques, des entrées cholinergiques et des entrées d'autres noyaux monoaminergiques.
La VTA contient des récepteurs 5-HT 1A qui exercent un effet biphasique sur le déclenchement; entraînant une augmentation du taux de déclenchement à faibles doses d'agonistes du récepteur 5-HT 1A, avec action inhibitrice à des doses supérieures. Les récepteurs 5-HT 2A exprimés sur les neurones dopaminergiques augmentent l'activité, tandis que les récepteurs 5-HT 2C induisent une diminution de l'activité.
La voie mésolimbique, qui part de la VTA vers le noyau accumbens, est également régulée par les récepteurs muscariniques de l'acétylcholine. En particulier, l'activation des récepteurs muscariniques M2 et M4 qui inhibent la libération de dopamine, tandis que l' activation du récepteur muscarinique M1 augmente la libération de dopamine. Les décharges GABAergiques du striatum diminuent l'activité neuronale dopaminergique, tandis que les décharges glutaminergiques de nombreuses zones corticales et sous-corticales augmentent la cadence de décharge des neurones dopaminergiques. Les endocannabinoïdes semblent également avoir un effet modulateur sur la libération de dopamine par les neurones qui partent de la VTA et de la SNc.
Les entrées noradrénergiques provenant du locus cœruleus ont des effets excitateurs et inhibiteurs sur les neurones dopaminergiques qui partent de la VTA et de la SNc,.
Les entrées excitatrices orexinergiques vers la VTA proviennent de l' hypothalamus latéral et peut intervenir dans la régulation du seuil d'excitabilité du neurone dopaminergique VTA,.
| Neurotransmetteur | Origine | Type de connexion | Sources |
| ----------------- | --- | --- | ------- |
| Glutamate         | - noyau pédonculopontin - noyau sous-thalamique - noyau tegmental latérodorsal - stria terminalis - colliculus supérieur - hypothalamus latéral - aire préoptique médiane - gris périaqueducal - noyaux du raphé | Projections excitatoires dans la VTA et la SNc | [ 32 ]  |
| GABA              | - noyau tegmental rostromédial - striatum - intrants GABAergiques locaux | Projections inhibitrices dans la VTA et la SNc | [ 32 ]  |
| Sérotonine        | - noyaux du raphé | - Effet modulateur, dépendant du sous-type de récepteur - Produit un effet biphasique sur les neurones VTA | [ 32 ]  |
| Norépinéphrine    | - locus cœruleus - autres noyaux noradrénergiques | - Effet modulateur, dépendant du sous-type de récepteur - Les effets excitateurs et inhibiteurs de la LC sur la VTA et la SNc sont dépendants du temps | ,       |
| Endocannabinoïdes | - neurones dopaminergiques VTA - neurones dopaminergiques SNc | - Effet excitateur sur les neurones dopaminergiques de l'inhibition des entrées de GABAergic - Effet inhibiteur sur les neurones dopaminergiques par l'inhibition des entrées glutamatergiques - Peut interagir avec les orexines via les hétérodimères des récepteurs CB1 - OX1 pour réguler le déclenchement neuronal                          | ,       |
| Acétylcholine     | - noyau pédonculopontin - noyaux tegmentaux | Effet modulateur, dépendant du sous-type de récepteur | [ 32 ]  |
| Orexin            | - hypothalamus latéral | - Effet excitateur sur les neurones dopaminergiques via la signalisation via les récepteurs de l'orexine (OX1 et OX2) - Augmente le déclenchement tonique et phasique des neurones dopaminergiques dans la VTA - Peut interagir avec les endocannabinoïdes via les hétérodimères des récepteurs CB1 - OX1 pour réguler le déclenchement neuronal | ,       |

## Voir également
- Groupes de cellules dopaminergiques